# Heteborn
Heteborn è una frazione del comune tedesco di Selke-Aue, nel Land della Sassonia-Anhalt.
Fino al 31 dicembre 2009 ha costituito un comune autonomo.